# Bítouchov (Semily)
Bítouchov (německy Bitauchow) je část okresního města Semily. Nachází se na severozápadě Semil.
Bítouchov leží v katastrálním území Bítouchov u Semil o rozloze 3,71 km².

## Název
V historických pramenech se jméno objevuje ve tvarech: in Bituchowie (1461), Bytauchow (1543), Bitauchow (1790), Bittauchow (1843), Bitouchov (1850), Bytouchov (1900), Bítouchov (1921) a Bitauchow (1944).

## Historie
První písemná zmínka o Bítouchově pochází z roku 1461. Do roku 1547 náležela obec k rohozeckému panství, poté patřila k semilskému panství. Roku 1964 se stala obec Bítouchov součástí města Semily.

## Obecní správa
V letech 1850–1933 k obci patřil Spálov.

## Pamětihodnosti
- Zvonice, při rozcestí na Spálov (kulturní památka)
- Přírodní rezervace Údolí Jizery u Semil a Bítouchova
- Přírodní památka Galerie
- Turistické trasy Riegrova stezka a Kamenického stezka
- Buk v Bítouchově, památný strom (50°37′15,7″ s. š., 15°18′54,3″ v. d.)

## Osobnosti
- Lena Mlejnková, senátorka Parlamentu České republiky a starostka Semil